# Rezerwat przyrody Gałków
Rezerwat przyrody Gałków – leśny rezerwat przyrody w gminie Koluszki, w powiecie łódzkim wschodnim, w województwie łódzkim.
Został powołany Zarządzeniem Ministra Leśnictwa i Przemysłu Drzewnego z 18 lipca 1958 roku (M.P. z 1958 r. nr 63, poz. 360). Zajmuje powierzchnię 57,85 ha (akt powołujący podawał 58,60 ha). Według aktu powołującego, rezerwat utworzono w celu zachowania ze względów naukowych i dydaktycznych fragmentu lasu bukowo-jodłowego o cechach pierwotnych, położonego na granicy Wyżyny Łódzkiej i Wysoczyzny Rawskiej. Obecnie jako cel ochrony podaje się zachowanie lasu bukowego z udziałem jodły na granicy zasięgu obu gatunków.
Według obowiązującego planu ochrony ustanowionego w 2011 roku, obszar rezerwatu objęty jest ochroną czynną.